# 西川明 (俳優)
西川 明（にしかわ あきら、1947年3月11日 - ）は、京都府出身の俳優。劇団民藝所属。日本新劇俳優協会理事。
桐朋学園卒業後、1973年民藝に入団。民藝の重鎮俳優の一人として舞台で活躍。

## 出演作品

### 舞台
- 『集金旅行』（2013年-） - 十番さん（ヤブセマスオ）
- 『ペーパームーン』（2018年6月20日-7月1日、紀伊國屋サザンシアター TAKASHIMAYA） - 三野瀬英一、三野瀬五郎(二役)
- 『闇にさらわれて』（2019年6月23日-7月3日、紀伊國屋サザンシアター TAKASHIMAYA） - フリッツ・リッテン
- 『野の花ものがたり』（2019年9月-10月） - 浦沢長太郎

### 映画
- 血と砂（1965年、東宝） - 坪井
- 街に泉があった（1968年、東宝）
- 連合艦隊司令長官 山本五十六（1968年、東宝） - 利根索敵機操縦員
- 娘ざかり（1969年、東宝）
- 頑張れ!日本男児（1970年、東宝）
- 激動の昭和史 沖縄決戦（1971年、東宝）
- 地球攻撃命令 ゴジラ対ガイガン（1972年、東宝）
- 駅 STATION（1981年、東宝） - 係官

### テレビドラマ
- 特捜最前線（テレビ朝日 / 東映）
  - 第73話「蝶が舞う札人現場!」（1978年）
  - 第81話「女逃亡犯25時!」（1978年） - 栗山保
  - 第127話・第128話「裸の街」（1979年） - 小俣健二
  - 第190話「償い」（1980年）
  - 第329話「父と娘のしあわせ方程式!」（1983年）
  - 第378話（1984年）
  - 第475話「エアロビクス・コネクション!」（1986年）
- 時代劇スペシャル「江戸芙蓉堂医館・振り袖御免」（1981年、フジテレビ / 東宝） - 菊次